# Campionato albanese di calcio a 5 2006-2007
Il Campionato albanese di calcio a 5 2006/2007 (Kampionati Mini-Futbollit 2006/2007) è la quarta edizione della manifestazione nazionale di calcio a 5 dell'Albania, si è disputato a partire da novembre 2006 ed è tornato alla formula dei 2 gironi con fase finale a playoff.

## Fase a gironi

### Girone A
| Posiz | Squadra            | Pti | G  | V  | N | P  | GF | GS |
| ----- | ------------------ | --- | -- | -- | - | -- | -- | -- |
| 1     | Tirana             | 33  | 14 | 11 | 0 | 3  | 72 | 41 |
| 2     | KS Ali Demi Tirana | 31  | 14 | 10 | 1 | 3  | 69 | 40 |
| 3     | Teuta Durres       | 28  | 14 | 9  | 1 | 4  | 73 | 58 |
| 4     | Beselidhja Lezha   | 26  | 14 | 8  | 2 | 4  | 70 | 65 |
| 5     | Vllaznia Shkoder   | 25  | 14 | 8  | 1 | 5  | 52 | 53 |
| 6     | Pogradeci Pogradec | 16  | 14 | 5  | 1 | 8  | 45 | 76 |
| 7     | Besa Kavaja        | 0   | 12 | 0  | 0 | 12 | 0  | 24 |
| 8     | Vizion Plus Tirana | 0   | 12 | 0  | 0 | 12 | 0  | 24 |

### Girone B
| Posiz | Squadra             | Pti | G  | V  | N | P  | GF | GS |
| ----- | ------------------- | --- | -- | -- | - | -- | -- | -- |
| 1     | Flamurtari Vlore    | 37  | 14 | 12 | 1 | 1  | 75 | 31 |
| 2     | Flabina Tirana      | 32  | 14 | 10 | 2 | 2  | 56 | 31 |
| 3     | Antena Nord Shkoder | 30  | 14 | 10 | 0 | 4  | 65 | 47 |
| 4     | Olimpik Tirana      | 24  | 14 | 7  | 3 | 4  | 45 | 33 |
| 5     | Albpetrol Patosi    | 19  | 14 | 6  | 1 | 7  | 43 | 59 |
| 6     | 1 Maji Tirana       | 13  | 14 | 4  | 1 | 9  | 46 | 76 |
| 7     | Durresi Durres      | 6   | 13 | 2  | 0 | 11 | 19 | 46 |
| 8     | Erzeni Shijak       | 0   | 13 | 0  | 0 | 13 | 0  | 26 |

## Playoff

### Quarti di finale
- 27 marzo 2007 ore 14.00: KS ALI DEMI Tirana - ANTENA NORD Shkoder 9-4:
- 27 marzo 2007 ore 16.00: BESELIDHJA Lezha - FLAMURTARI Vlore 4-8
- 27 marzo 2007 ore 18.00: TEUTA Durres - FLABINA Tirana 2-3
- 27 marzo 2007 ore 20.00: KF Tirana - OLIMPIK-ATSH Tirana 5-3

### Semifinali
- 28 marzo 2007 ore 15.00: KF Tirana - 'KS Ali Demi Tirana 1-2 RIG (5-5)
- 28 marzo 2007 ore 19.00: FLABINA Tirana - FLAMURTARI Vlore 0-4

### Finale
- 30 marzo 2007 ore 17.00: KS Ali Demi Tirana - FLAMURTARI Vlore 3-2 RIG (1-3, 3-3)